# Darol Anger
Darol Anger est un violoniste américain né en 1953. Il a sorti treize albums depuis 1977. Anger a joué avec beaucoup d'artistes comme Tony Rice, David Grisman,Stéphane Grappelli, Mark O'Connor, Marin Alsop, Bill Evans, Nickel Creek, Chris Thile, Yonder Mountain String Band, Béla Fleck et Taarka.

## Discographie
Solo, avec Mike Marshall
- Fiddlistics (1981)
- Live at Montreux '84 (1984)
- Chiaroscuro (1985)
- Tideline (1986)
- The Duo (avec Mike Marshall) (1988)
- Jazz Violin Celebration (1988)
- Jam (1999)
- Diary of a Fiddler (1999)
- Brand New Can (2000)
- Heritage (2005)
- Woodshop (2007)

Republic of Strings
- Republic of Strings (2004)
- Generation Nation (2006)